# Chris Savino
Christopher Mason Savino (născut pe 2 octombrie 1971) este un caricaturist, animator și scriitor american și creator al serialului de animație Casa Loud. Savino a lucrat și la  Ren și Stimpy, Laboratorul lui Dexter, Fetițele Powerpuff, Kick Buttowski, Micul meu ponei: Prietenia este magică și Mickey Mouse.

## Viața timpurie
Savino s-a născut și a crescut în Royal Oak, Michigan și a absolvit liceul Dondero High School. Cea mai mare influență a sa pentru lumea animației a fost din serialul Mighty Mouse: The New Adventures datorită stilului de animație a serialului fiind diferit de cel al celorlalte seriale de animație din anii '80.

## Cariera
Savino și-a început cariera în animație în 1991 și a lucrat pentru Spümcø, Joe Murray Studio, Nickelodeon Animation Studios, Hanna-Barbera, Cartoon Network Studios și Disney Television Animation. El a fost inițial showrunner pentru ultimele două sezoane din Laboratorul lui Dexter, Fetițele Powerpuff și Colegul meu de sală e o maimuță. El a mai fost anterior si un scenarist pentru Negrele aventuri ale lui Billy și Mandy, Kick Buttowski și Mickey Mouse. În iunie 2014, scurtmetrajul său pentru Nickelodeon, Casa Loud, a primit undă verde pentru o serie completă și a debutat pe 2 mai 2016.

## Acuzații de hărțuire sexuală
Pe 17 octombrie 2017,  Cartoon Brew  a raportat că Nickelodeon l-a suspendat pe Savino din studioul lor din cauza acuzațiilor multiple de hărțuire sexuală împotriva lui; zvonuri despre comportamentul necorespunzător al lui Savino existau de „cel puțin un deceniu". Doar o duzină de femei l-au acuzat pe Savino de hărțuire sexuală, avansuri sexuale nedorite și amenințări ale colegelor de sex feminin care nu mai erau de acord cu relații consensuale cu el. La 19 octombrie, un purtător de cuvânt al Nickelodeon a confirmat că au reziliat contractul lui Savino și că The Loud House va continua producția fără el. La 23 octombrie, Savino a vorbit pentru prima dată de la acuzații. A apărut pentru prima dată, spunând că îi pare „profund rău” pentru acțiunile sale. Pe 30 mai 2018, lui Savino i s-a acordat o suspendare de un an de la Guild Animation, I.A.T.S.E. Local 839. În cadrul negocierii sale cu The Animation Guild, Savino a primit ordin să doneze 4.000 de dolari unei organizații de caritate aleasă de breaslă, să completeze 40 de ore de serviciu în comunitate, să beneficieze de consiliere și să obțină un certificat de pregătire pentru hărțuire sexuală.

## Filmografie

### Televiziune
| Year      | Title                                | Director | Producer | Writer | Animator | Notes                                                                                             |
| --------- | ------------------------------------ | -------- | -------- | ------ | -------- | ------------------------------------------------------------------------------------------------- |
| 1991–1996 | The Ren & Stimpy Show                |          |          |        | Da       | layout artist                                                                                     |
| 1991–1994 | Garfield and Friends                 |          |          |        | Da       | layout artist                                                                                     |
| 1993–1996 | Rocko's Modern Life                  |          |          |        | Da       | storyboard clean-up/prop designer/character designer                                              |
| 1995      | Hate                                 |          |          |        | Da       | layout artist                                                                                     |
| 1996      | The Mouse and the Monster            |          |          |        | Da       | character designer                                                                                |
| 1996–1997 | Hey Arnold!                          |          |          | Da     | Da       | storyboard artist/prop designer/character designer                                                |
| 1997–2001 | The Angry Beavers                    |          |          |        |          | character designer 5 episodes only                                                                |
| 1997      | Space Goofs                          |          |          |        | Da       | storyboard artist Episode: "Time for a Change"                                                    |
| 1997      | Duckman                              |          |          |        | Da       | storyboard artist                                                                                 |
| 1997–2003 | Dexter's Laboratory                  | Da       | Da       | Da     | Da       | storyboard artist/animation director                                                              |
| 1998      | Cow and Chicken                      |          |          |        | Da       | storyboard artist Episode: "Cow Fly"                                                              |
| 1998      | I Am Weasel                          |          |          |        | Da       | storyboard artist Episodes: "I.R. in Wrong Cartoon" and "Unsinkable I.R."                         |
| 1998–2005 | The Powerpuff Girls                  | Da       | Da       | Da     | Da       | storyboard artist                                                                                 |
| 2000      | The Cartoon Cartoon Show             | Da       |          | Da     | Da       | creator/character designer/layout artist "Foe Paws" animation layout "Jeffrey Cat: Claw and Odor" |
| 2002–2003 | Samurai Jack                         | Da       |          |        |          |                                                                                                   |
| 2002      | Whatever Happened to... Robot Jones? |          |          |        | Da       | Character and Prop models                                                                         |
| 2003      | The Grim Adventures of Billy & Mandy |          |          | Da     | Da       | writer/storyboard artist Episode: "To Eris Human"                                                 |
| 2004–2007 | Foster's Home for Imaginary Friends  | Da       |          | Da     |          | animation director                                                                                |
| 2005–2006 | Johnny Test                          | Da       | Da       |        | Da       | storyboard artist; season 1                                                                       |
| 2005–2008 | My Life as a Teenage Robot           | Da       |          |        |          |                                                                                                   |
| 2007–2008 | My Gym Partner's a Monkey            |          |          |        | Da       | storyboard artist/sheet timer                                                                     |
| 2008      | Ni Hao, Kai-Lan                      |          |          |        | Da       | storyboard artist                                                                                 |
| 2010–2012 | Kick Buttowski: Suburban Daredevil   | Da       | Da       | Da     |          | executive producer                                                                                |
| 2010–2011 | My Little Pony: Friendship Is Magic  |          |          | Da     |          | writer Episodes: "Boast Busters" and "Stare Master"                                               |
| 2013      | Mickey Mouse                         | Da       |          | Da     | Da       | storyboard artist Episode: "Bad Ear Day"                                                          |
| 2015      | Get Blake!                           |          |          | Da     |          | writer Episodes: "Get Snatched" and "Get Western"                                                 |
| 2016–2018 | The Loud House                       | Da       | Da       | Da     | Da       | creator/executive producer/storyboard artist                                                      |
| 2016      | All In with Cam Newton               |          |          |        |          | Himself Episode: "All In with Josh"                                                               |

### Film
| Year | Title                         | Director | Producer | Writer | Animator | Notes                          |
| ---- | ----------------------------- | -------- | -------- | ------ | -------- | ------------------------------ |
| 1992 | Cool World                    |          |          |        | Da       | in between artist (uncredited) |
| 1999 | Dexter's Laboratory: Ego Trip |          |          | Da     | Da       | storyboard artist              |
| 2001 | The Flintstones: On the Rocks | Da       |          | Da     | Da       | storyboard artist/art director |

### Internet
| Year      | Title                         | Role                                                                     | Notes   |
| --------- | ----------------------------- | ------------------------------------------------------------------------ | ------- |
| 2016–2017 | Nickelodeon Animation Podcast | Episodes (2 & 40): "Chris Savino", "Inside the Loud House Writers' Room" | Podcast |